# Miguel Francisco Pereira
Miguel Francisco Pereira (ur. 23 sierpnia 1975) – angolski piłkarz grający na pozycji pomocnika.

## Kariera klubowa
Całą swoją karierę piłkarską Pereira spędził w Niemczech. Rozpoczął ją w klubie FC Schalke 04. W 1993 roku awansował do kadry pierwszego zespołu Schalke. 5 listopada 1993 zadebiutował w Bundeslidze w wygranym 3:1 domowym meczu z VfB Leipzig. 17 czerwca 1995 w meczu z SC Freiburg (1:2) strzelił swojego pierwszego i jedynego gola w Bundeslidze. W Schalke grał do końca sezonu 1998/1999. Rozegrał w nim 16 meczów ligowych. W 1997 roku zdobył z Schalke Puchar UEFA.
W 1999 roku Pereira został zawodnikiem drugoligowego FC St. Pauli. W 2000 roku odszedł do TSV 1860 Monachium. Przez dwa lata grał jedynie w rezerwach tego klubu. W 2002 roku został zawodnikiem VfB Hüls. W sezonie 2005/2006 grał w SG Wattenscheid 09, a w sezonie 2006/2007 - ponownie w Hüls, w którym zakończył swoją karierę.
| Sezon   | Klub                  | Kraj   | Rozgrywki     | Mecze | Bramki |
| ------- | --------------------- | ------ | ------------- | ----- | ------ |
| 1993/94 | FC Schalke 04         | Niemcy | Bundesliga    | 1     | 0      |
| 1994/95 | FC Schalke 04         | Niemcy | Bundesliga    | 2     | 1      |
| 1995/96 | FC Schalke 04         | Niemcy | Bundesliga    | 0     | 0      |
| 1996/97 | FC Schalke 04         | Niemcy | Bundesliga    | 1     | 0      |
| 1997/98 | FC Schalke 04         | Niemcy | Bundesliga    | 7     | 0      |
| 1998/99 | FC Schalke 04         | Niemcy | Bundesliga    | 5     | 0      |
| 1999/00 | FC St. Pauli          | Niemcy | 2. Bundesliga | 15    | 1      |
| 2000/01 | TSV 1860 Monachium II | Niemcy | Regionalliga  | 7     | 0      |
| 2001/02 | TSV 1860 Monachium II | Niemcy | Bayernliga    | 25    | 4      |
| 2002/03 | VfB Hüls              | Niemcy | Oberliga      | ?     | ?      |
| 2003/04 | VfB Hüls              | Niemcy | Oberliga      | ?     | ?      |
| 2004/05 | VfB Hüls              | Niemcy | Oberliga      | ?     | ?      |
| 2005/06 | SG Wattenscheid 09    | Niemcy | Regionalliga  | 13    | 0      |
| 2006/07 | VfB Hüls              | Niemcy | Oberliga      | ?     | ?      |

## Kariera reprezentacyjna
W reprezentacji Angoli Pereira zadebiutował w 1998 roku. W tym samym roku został powołany do kadry na Puchar Narodów Afryki 1998. Rozegrał na nim trzy mecze: z Republiką Południowej Afryki (0:0), z Namibią (3:3), w którym zdobył gola i z Wybrzeżem Kości Słoniowej (2:5). W reprezentacji grał do 1999 roku.